# Charassonotus hulstaerti
Charassonotus hulstaerti là một loài bọ cánh cứng trong họ Cerambycidae.